# Даргечит
Даргечит (на кюрдски: Kerboran‎; на турски: Dargeçit) е град, център на община и административен център на околия Даргечит, във вилает Мардин, разположен в историко–географската област Тур Абдин в Турски Кюрдистан, югоизточна Турция. Според оценки на Статистическия институт на Турция към 31 декември 2018 г. населението на града е 14 669 души.

## Население
Численост на населението според оценки на Статистическия институт на Турция през годините, към 31 декември:
- 14 208 души (2009)
- 15 551 души (2013)
- 14 669 души (2018)